# Mitrager
Mitrager van Helsdingen, 1985 è un genere di ragni appartenente alla famiglia Linyphiidae.

## Distribuzione
L'unica specie oggi attribuita a questo genere è un endemismo dell'isola di Giava.

## Tassonomia
A dicembre 2011, si compone di una specie:
- Mitrager noordami van Helsdingen, 1985[3] — Giava